# Szergacsi járás

A Szergacsi járás a Nyizsnyij Novgorod-i területen

A Szergacsi járás (oroszul Сергачский район) Oroszország egyik járása a Nyizsnyij Novgorod-i területen. Székhelye Szergacs.

## Népesség
- 1989-ben 42 588 lakosa volt.
- 2002-ben 35 779 lakosa volt, melynek 84,8%-a orosz, 11,6%-a tatár, 5%-a mordvin.
- 2010-ben 31 296 lakosa volt, melynek 83,7%-a orosz, 10,1%-a tatár, 4,4%-a mordvin.